# Phương án giản hóa chữ Hán lần thứ hai
Phương án giản hoá chữ Hán lần thứ hai được nước Cộng hòa nhân dân Trung Hoa ban hành vào ngày 20 tháng 12 năm 1977 nhưng đã thất bại. Mục đích của phương án này là thay thế các chữ Hán phồn thể vẫn còn được lưu hành sau lần giản hoá thứ nhất. Danh sách đầy đủ của phương án này gồm có 248 chữ Hán cần được giản hoá ngay và 605 chữ Hán khác cần thảo luận.
Sau khi vấp phải sự lộn xộn và phản đối rộng rãi, vòng hai của phương án giản hoá đã được Quốc vụ viện Trung Quốc hủy bỏ vào ngày 24 tháng 6 năm 1986. Từ đó Cộng hòa nhân dân Trung Hoa sử dụng các chữ Hán trong lần giản thể thứ nhất làm chữ viết chính thức. Đồng thời quyết định này cũng tuyên bố những cuộc cải cách sau này cần tiến hành thận trọng hơn. Ngày nay có một vài chữ vẫn được sử dụng trong những tình huống không chính thức mặc dù chúng được coi là không chuẩn xác.

## Phương pháp giản hoá
Lần giản hoá thứ hai tiếp tục sử dụng các phương pháp trong lần giản hoá thứ nhất. Ví dụ:
Với một số chữ, phần chính được giữ nguyên trong khi phần biểu âm được thay thế với bộ phận đơn giản hơn. Ví dụ:
- 菜 > 𦬁 (艹 + 才)
- 酒 > 氿
- 稳 > 禾 + 文

Với một số chữ, toàn bộ được thay thế bởi những bộ phận có hình dạng giống nhau:
- 幕 > 大 + 巾
- 整 > 大 + 正
- 款 > 牛 + 欠 (𤘯)

Với một số chữ, bộ phận phức tạp được thay thế bởi những bộ phận đơn giản hơn nhưng hình dạng không giống nhau:
- 鞋 > 又 + 圭
- 短 > 矢 + 卜

Với một số chữ, bộ thủ được bỏ đi và chỉ giữ lại phần biểu âm. Kết quả là các chữ trước kia khác nhau nay được hợp nhất:
- 稀 > 希
- 彩 > 采
- 帮 > 邦
- 蝌蚪 > 科斗
- 蚯蚓 > 丘引

Với một số chữ, toàn bộ các phần được bỏ đi:
- 糖 > 米 + 广
- 停 > 仃
- 餐 > 歺

Một số chữ được thay thế bởi những chữ có cùng cách phát âm:
- 萧 > 肖
- 蛋 > 旦
- 泰 > 太

## Thông tin kĩ thuật
Hầu hết các hệ thống mã hoá chữ Hán, bao gồm Unicode và GB 18030, không hỗ trợ các ký tự trong lần giản hoá thứ hai. Mojikyo hỗ trợ 248 chữ trong danh sách đầu tiên. Phông chữ "SongUni-PUA" bao gồm phần lớn các chữ của lần giản hoá thứ hai.